# Duc de Chaulnes

Armes des ducs de Chaulnes

Le titre de duc de Chaulnes  et pair de France créé en 1621 pour une branche de la famille d'Albert, s'est éteint une première fois en 1698. Rétabli en 1711 pour une autre branche, il s'est éteint en 1792. Il est relevé en 1869, par un membre de la branche d'Albert de Luynes non issue des ducs de Chaulnes. Les auteurs contemporains spécialisés indiquent qu'il s'agit depuis du port d'un titre de courtoisie irrégulier ,. Régis Valette dans son Catalogue de la noblesse française au XXIe siècle ne fait ainsi figurer que les titres de duc de Luynes (1619) et duc de Chevreuse (1668) pour la famille d'Albert de Luynes.

## Histoire

### Première création et extinction (1621-1698)
Le duché de Chaulnes a été créé par lettres patentes de janvier 1621, enregistrées le 6 mars 1621 par le Parlement de Paris, au profit d'Honoré d'Albert (1581-1649), maréchal de France en 1619, frère cadet de Charles d'Albert, duc de Luynes (1578-1621),,,,.
Honoré d'Albert, premier duc de Chaulnes, avait épousé le 14 janvier 1620 Claire Charlotte Eugénie d'Ailly, héritière d'une famille qui détenait les titres de « comte de Chaulnes » (créé en décembre 1563), de « vidame d'Amiens » et de « baron de Picquigny ». Le contrat de mariage stipulait que les successeurs prendraient le nom et les armes d'Ailly, ce qu'ils firent, prenant le patronyme d'Albert d'Ailly.
Il laissa deux fils :

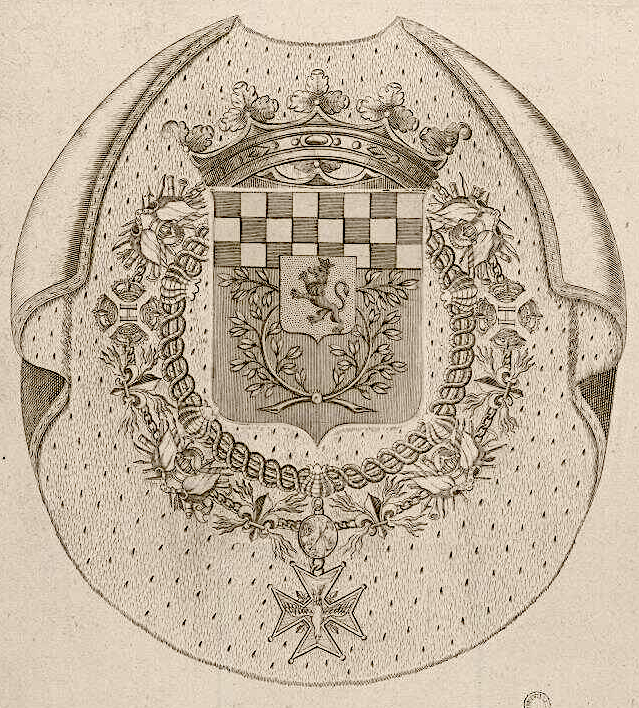
Armoiries des ducs de Chaulnes (dessin XVIIe siècle)

- Henri Louis d'Albert d'Ailly (1620-1653), 2e duc de Chaulnes en 1649 qui ne laissa qu'une fille de son mariage en 1646 avec Françoise de Neufville de Villeroy ;
- Charles d'Albert d'Ailly (1625-1698), 3e duc de Chaulnes en 1653, qui mourut sans postérité de son mariage en 1655 avec Elisabeth Le Féron.

Le titre de duc de Chaulnes s'éteignit une première fois en 1698 avec la mort de ce dernier,,,,.

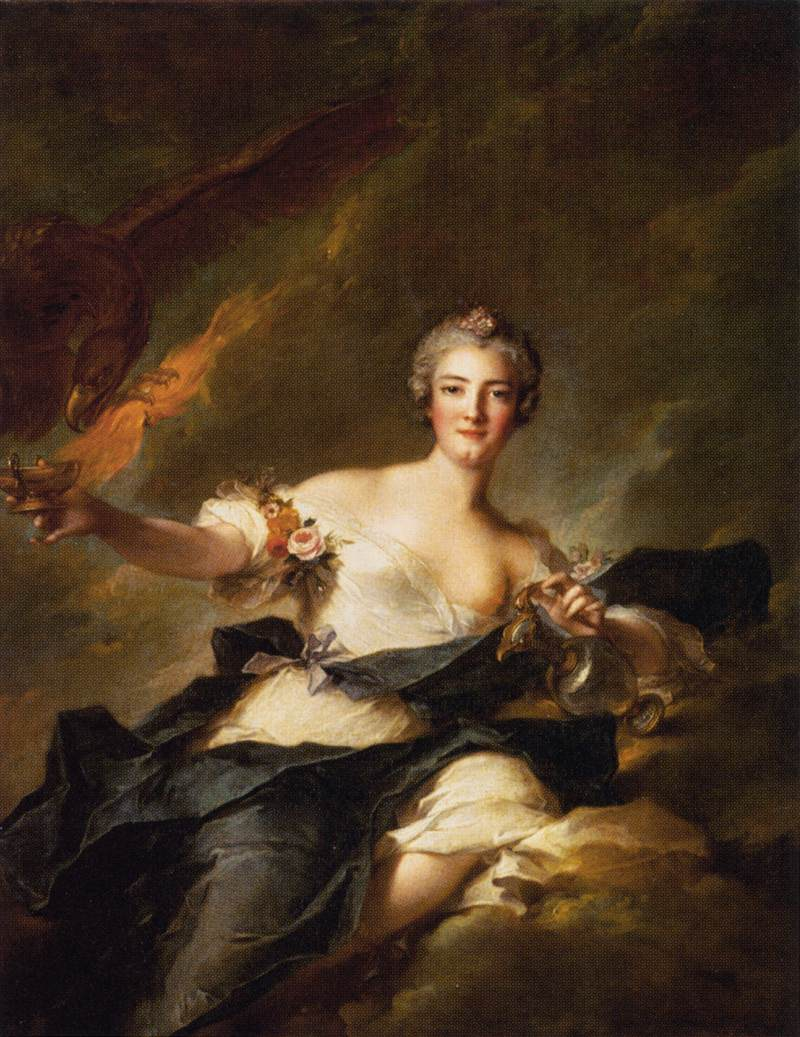
Jean-Marc Nattier, Portrait d'Anne-Josèphe Bonnier de La Mosson, duchesse de Chaulnes en Hébé, 1744, Paris, musée du Louvre. Il s'agit de l’épouse de Michel Ferdinand d'Albert d'Ailly, 5e duc de Chaulnes.

### Deuxième création et extinction (1711-1792)
Sans enfant, Charles d'Albert d'Ailly (1625-1698), 3e duc de Chaulnes avait prévu la transmission de ses biens, dont la terre de Chaulnes, à la branche de Chevreuse, transmission stipulée dès 1667 dans le contrat de mariage de Charles Honoré d'Albert, duc de Luynes, fils de son cousin germain Louis Charles d'Albert, duc de Luynes, avec Jeanne Marie Colbert :
- Louis-Auguste d'Albert d'Ailly (1676-1744), fils de Charles Honoré d'Albert de Luynes, 3e duc de Luynes, duc de Chevreuse, et de Jeanne Marie Colbert, marié en 1704 avec Marie-Anne de Beaumanoir, obtint par lettres patentes d'octobre 1711 enregistrées le 1er décembre de la même année le rétablissement du duché pairie de Chaulnes en sa faveur et devint alors le 4e duc de Chaulnes[1],[6],[5],[7],[4] ;
- Michel-Ferdinand d'Albert d'Ailly (1714-1769), fils du précédent, lieutenant-général des armées, marié en 1734 avec Anne-Josèphe Bonnier de La Mosson, devint le 5e duc de Chaulnes en 1744 ;
- Louis Joseph d'Albert d'Ailly (1741-1792), fils du précédent, chimiste et naturaliste, marié avec Marie-Paule-Angélique d'Albert de Luynes, sa parente, dont il n'eut pas d'enfant, devint le 6e duc de Chaulnes en 1769[1],[6],[5],[7],[4]. Le titre régulier de duc de Chaulnes s'éteignit avec lui en 1792[1],[6],[5],[7],[4].

### Titre relevé en 1869 par Paul d'Albert de  (1852-1881): titre non régulier selon les auteurs spécialisés
Par contrat privé du 18 juin 1732, les deux branches de la Maison d'Albert, celle des duc de Luynes et de Chevreuse et celle des d'Ailly, ducs de Chaulnes, déclarèrent qu'en cas d'extinction de l'une ou l'autre branche, le fils aîné de la branche subsistante hériterait des duchés de Luynes et de Chevreuse et le fils cadet du duché de Chaulnes. Comme ces conditions étaient incompatibles avec les lois existantes, une dérogation fut soumise à l'approbation du Roi.
Des lettres patentes de mars 1733, enregistrées au Parlement les 25 et 27 avril 1733 approuvent simplement les termes du contrat et prévoient que le duché et la pairie de Luynes, duché de Chevreuse et le comté de Montfort (domaine des Luynes) et le duché et la pairie de Chaulnes, la baronnie de Picquigny et les seigneuries de Vignacourt et de Flixecourt (domaine des Chaulnes) doivent être concernés, comme le précise le contrat.
En 1869, Paul d'Albert de Luynes (d'une branche non issue des ducs de Chaulnes) (1852-1881), relève le titre de duc de Chaulnes et de Picquigny, se référant aux lettres patentes de mars 1733.
Le titre de duc de Chaulnes et de Picquigny relevé en 1869 est indiqué  par les auteurs contemporains comme un  titre non régulier,, :
- Les auteurs du Dictionnaire de la noblesse française (1975) écrivent « Le titre de duc de Chaulnes et de Picquigny fut relevé en 1869 par Paul d’Albert de Luynes en vertu des lettres patentes de Louis XV de mars 1733, mais il n’y eut pas de confirmation et ce titre n’est donc pas régulier. »[1]
- Philippe du Puy de Clinchamps (Charondas) dans À quel titre? indique que le titre de duc de Chaulnes et de Picquigny est « emprunté par une branche cadette »[2].
- Régis Valette dans son Catalogue de la noblesse française au XXIe siècle  (2007) ne mentionne pas le titre de duc de Chaulnes et de Picquigny pour la famille d'Albert de Luynes[3].

## Liste des ducs de Chaulnes
1. 1621-1649 : Honoré d'Albert (1581-1649), maréchal de France, premier duc de Chaulnes, et pair de France, en 1621.
2. 1649-1653 : Henri-Louis d'Albert d'Ailly (1620-1653), 2e duc de Chaulnes, fils du précédent.

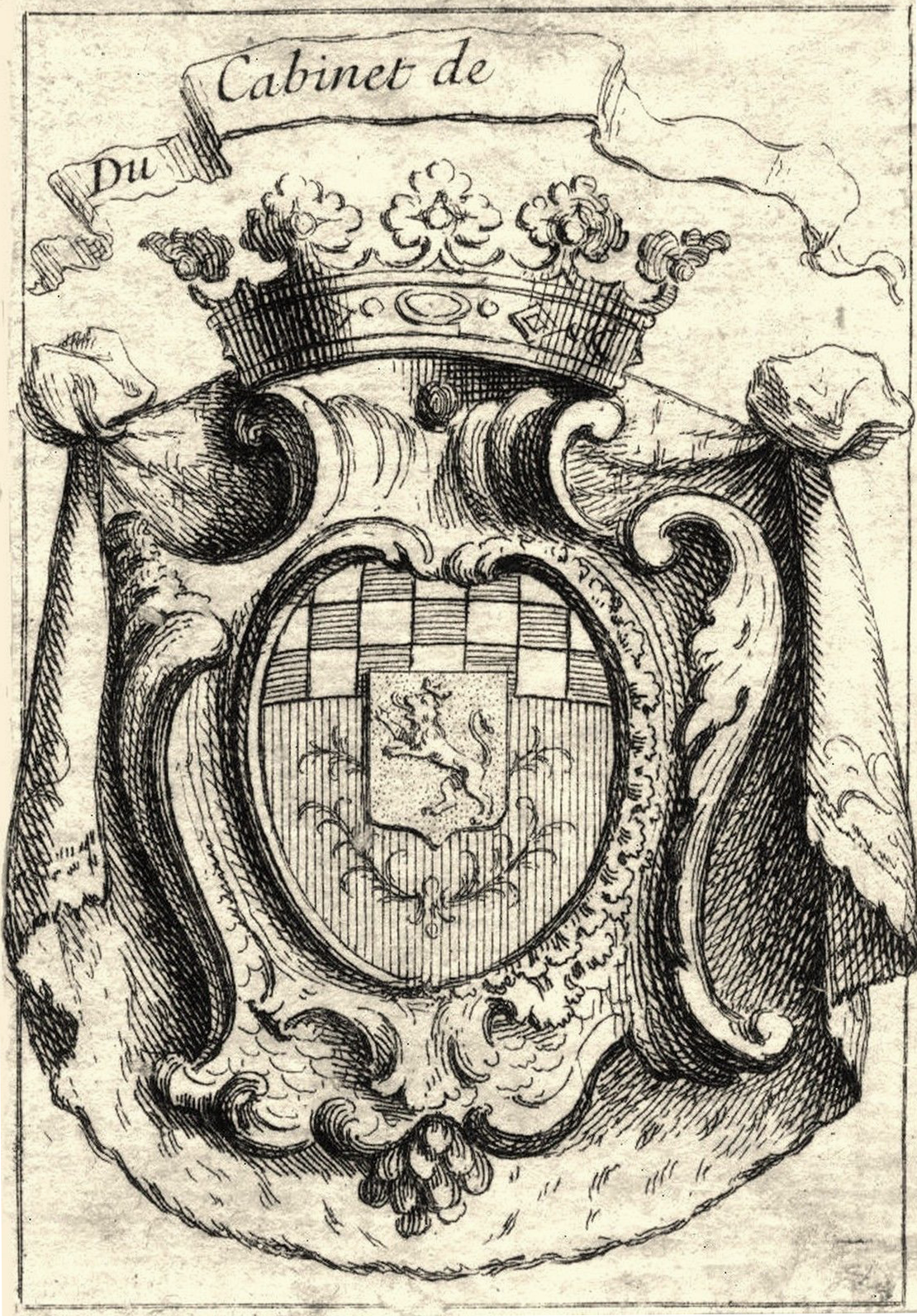
Ex libris du duc de Chaulnes (XVIIIe siècle)

3. 1653-1698 : Charles d'Albert d'Ailly (1625-1698), 3e duc de Chaulnes, frère du précédent.
4. 1711-1744 : Louis-Auguste d'Albert d'Ailly (1676-1744), 4e duc de Chaulnes, fils de Charles Honoré d'Albert de Luynes, 3e duc de Luynes.
5. 1744-1769 : Michel Ferdinand d'Albert d'Ailly (1714-1769), 5e duc de Chaulnes, fils du précédent.
6. 1769-1792 : Louis Joseph d'Albert d'Ailly (1741-1792), 6e duc de Chaulnes, fils du précédent.

## Armoiries
De gueules, à deux branches d'alisier d'argent, passées en double sautoir, au chef échiqueté d'azur et d'argent (qui est d'Ailly) ; sur le tout, d'or au lion de gueules (qui est d'Albert).